# Пунта-Перруккетти
Пунта-Перруккетти (итал. Punta Perrucchetti) — гора на границе Италии и Швейцарии.
Высота над уровнем моря — 4020 м. Это — высшая точка Ломбардии и вторая по высоте точка кантона Граубюнден и горного массива Бернина.
Несмотря на достаточную абсолютную высоту, гора включается лишь в расширенный список альпийских четырёхтысячников, так как относительная высота Пунта-Перруккетти сравнительно небольшая.